# Алмазная крошка
Алмазная крошка, борт или боарт — термин, используемый в алмазной промышленности, указывающий на частицы алмазов ювелирного качества. В обрабатывающей и тяжёлой промышленности «борт» используется для обозначения тёмных, с дефектом формы и кристаллизации алмазов с различными степенями непрозрачности. Низшая категория, «дроблёный борт», — это раздавленный стальными прессами и используемый для изготовления абразивов промышленного назначения. Небольшие кристаллы борта применяются в наконечниках свёрл. Демократическая Республика Конго обеспечивает до 75% мировой потребности в «дроблёном борте».